# Тернопільський провулок
Терно́пільський прову́лок — зниклий провулок, що існував у Ленінградському районі (нині — територія Святошинського) міста Києва, місцевість Святошин. Провулок пролягав від бульвару Академіка Вернадського.

## Історія
Виник у першій половині XX століття, мав назву провулок Татарчука. Назву Тернопільський провулок, на честь міста Тернопіль, набув 1952 року. 
Ліквідований 1977 року у зв'язку зі знесенням старої забудови Святошина.